# Bosley Crowther
Francis Bosley Crowther Jr. (n. 13 iulie 1905, Lutherville⁠(d), Comitatul Baltimore, Maryland, SUA – d. 7 martie 1981, Mount Kisco⁠(d), Westchester County, New York, SUA) a fost un jurnalist și publicist american, care a lucrat timp de 27 de ani (1940-1967) pe post de critic de film al ziarului The New York Times. Activitatea sa publicistică a contribuit la modelarea carierei mai multor actori, scenariști și regizori, deși recenziile sale au fost percepute uneori ca fiind exagerat de dure. Crowther a fost un susținător al filmelor străine în anii 1950 și 1960, apreciind în special creațiile unor regizori ca Roberto Rossellini, Vittorio De Sica, Ingmar Bergman și Federico Fellini.
A fost ales de trei ori președinte al New York Film Critics Association (NYFCC), iar în 1954 a câștigat un premiu pentru critică de film decernat de American Film Directors Guild (DGA). A fost considerat adesea cel mai influent critic american în domeniul cinematografiei și artelor.

## Viața și cariera
Francis Bosley Crowther Jr. s-a născut la 13 iulie 1905 la Lutherville, Maryland, ca fiu al Elizei Hay (născută Leisenring, 1877–1960) și al lui Francis Bosley Crowther (1874–1950). A avut o soră pe nume Nancy. A urmat studiile primare la Lutherville și liceul la Winston-Salem, Carolina de Nord și la Washington, D.C.. După doi ani de studii la Woodbury Forest School din Woodbury, Virginia, a urmat cursurile Universității Princeton.
După absolvirea studiilor, a lucrat timp de 40 de ani în redacția ziarului The New York Times, îndeplinind o serie largă de funcții de la reporter pe teme generale, publicist și apoi ca redactor. În anii săi de început ca jurnalist la Times, a cunoscut-o în redacția ziarului pe Florence Marks, cu care s-a căsătorit la 20 ianuarie 1933. Ei au avut trei fii: Bosley Crowther III (viitor procuror), John M. Crowther (viitor scriitor și artist) și Jefferson (viitor bancher și tată al lui Welles Remy Crowther).

## Activitatea sa de critic de film

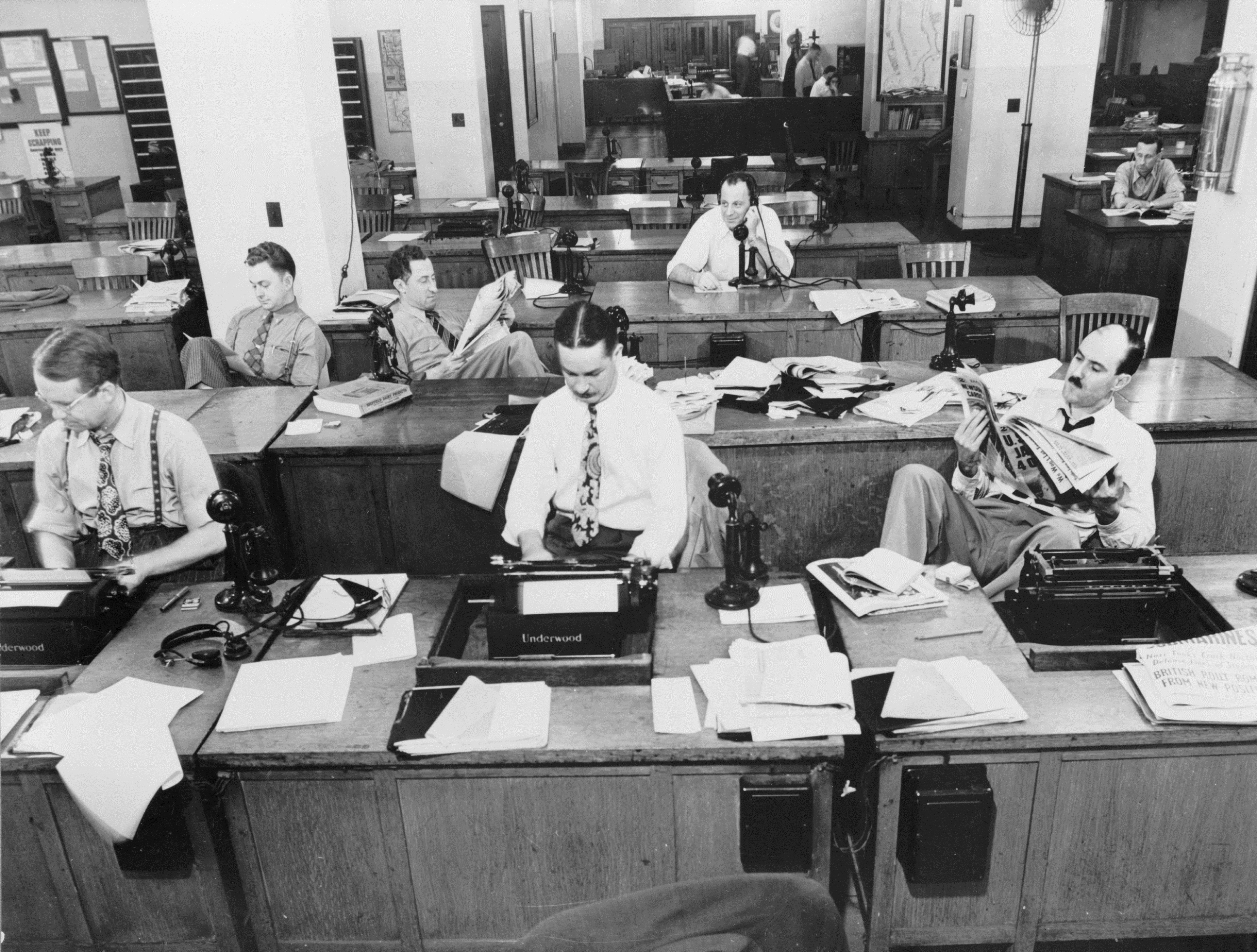
Redacția ziarului The New York Times, unde Crowther a lucrat timp de 40 de ani

Crowther a fost un scriitor prolific de recenzii cinematografice în calitate de critic de film al ziarului The New York Times din 1940 până în 1967. Conștient probabil de forța recenziilor sale, criticul folosea, potrivit jurnalistului Robert D. McFadden de la New York Times, „un limbaj mai degrabă științific decât jovial și un ton mai degrabă conservator decât liber”. Frank Beaver a scris în cartea Bosley Crowther: Social Critic of the Film, 1940–1967 că Bosley Crowther s-a opus manifestării stridente a patriotismului în filme și a crezut că un producător de film „ar trebui să aibă o atitudine politică echilibrată chiar și în vremurile de incertitudine din anii 1940 și 1950, în timpul funcționării House Un-American Activities Committee”. Recenzia dramei de război Mission to Moscow (1943), scrisă de Crowther în perioada în care Uniunea Sovietică era unul dintre Puterile Aliate cu Statele Unite ale Americii, a ironizat filmul spunând că ar trebui să prezinte statul aliat cu „mai puțin extaz” și a scris: „Este la fel de ridicol să pretindem că Rusia a fost un paradis al purității precum ar fi dacă am spune același lucru despre noi înșine”.
În anii 1950 Crowther s-a manifestat ca un adversar al senatorului republican Joseph R. McCarthy, a cărui campanie de epurare  anticomunistă a vizat administrația lui Harry S. Truman, Departamentul de Stat, Armata SUA și alte instituții guvernamentale. S-a opus creării listei negre a presupușilor comuniști de la Hollywood, care a creat haos și nesiguranță în mediul artistic american, și a ridiculizat adesea filmele patriotice stridente ale acelor ani în recenziile sale. El a combătut cenzurarea filmelor și a susținut adesea o mai mare responsabilitate socială în ceea ce privește conținutul lor. A aprobat filme cu conținut social precum Pe aripile vântului (1939), Fructele mâniei (1940), Cetățeanul Kane (1941), Un weekend pierdut (1945), All the King's Men (1949) și High Noon (1952). A fost în același timp un critic dur al producțiilor cinematografice care promovau violența.
Crowther și-a ascuns cu greu disprețul față de Joan Crawford atunci când a scris recenzii ale filmelor sale, caracterizând stilul ei actoricesc din Female on the Beach (1955) ca „artificial” și „pretențios” și reproșându-i, de asemenea, mișcarea scenică nepotrivită. În recenzia filmului Johnny Guitar (1954) al lui Nicholas Ray, Crowther s-a plâns că ea „nu arată mai multă feminitate decât durul domn Heflin din Shane (1953). Doamna este, ca de obicei, la fel de frigidă precum leii de pe treptele bibliotecii publice și la fel de tăioasă și de inaccesibilă romantic ca un pachet de lame de ras neambalate”.
Preferințele sale cu privire la filmele populare nu erau întotdeauna previzibile. Crowther a lăudat filme epice precum Ben-Hur (1959) și Cleopatra (1963), dar a scris o recenzie extrem de nefavorabilă filmului Marea Evadare (1963) despre cel de-al Doilea Război Mondial și a nimicit creațiile ulterioare ale lui David Lean. El a catalogat filmul Lawrence al Arabiei (1962) o „camel-opera răsunătoare care tinde să se prăbușească tot mai mult pe măsură ce intră în cea de-a treia oră și devine tot mai implicată în politica duplicitară și înșelătoare”.
Crowther a elogiat adesea filmele străine, în special creațiile lui Roberto Rossellini, Vittorio De Sica, Ingmar Bergman și Federico Fellini. Cu toate acestea, el a criticat aspru unele filme celebre. A considerat că filmul clasic Tronul însângerat (apărut în 1957, dar lansat în SUA abia în 1961) al lui Kurosawa, inspirat din Macbeth, era grotesc de brutal, în special scena sa finală, și a caracterizat Gojira (Godzilla) (1954) ca „un film incredibil de îngrozitor”. Crowther a respins filmul Psycho (1960) al lui Alfred Hitchcock ca „o pată pe o carieră altfel onorabilă”. El a reevaluat curând filmul, considerându-l unul dintre primele zece filme ale anului și scriind că Psycho era un „thriller psihologic îndrăzneț.... El a reprezentat o stăpânire experimentată și sofisticată a dezvoltării emoționale prin tehnici cinematografice”. El a comentat că, în timp ce Pather Panchali (1955, SUA: 1958) al lui Satyajit Ray avea „o formă ușor poetică”, structura sa liberă și ritmul său lent ar face ca filmul „să treacă cu greu după o «tăiere aspră» realizată de editorii de la Hollywood”. În ceea ce privește L'Avventura (1960), Crowther a spus că vizionarea filmului era „ca și cum ai încerca să urmărești un film din care s-au pierdut mai multe role”.
Cariera lui Bosley Crowther este discutată pe larg în documentarul For the Love of Movies: The Story of American Film Criticism, fiind analizate, printre altele, susținerea de către el a cinematografiei străine și respingerea publică a McCarthismului și listei negre de la Hollywood. În acest film documentar din 2009 apar critici contemporani care i-au apreciat activitatea precum A. O. Scott, dar și cei care au considerat că recenziile sale sunt prea moraliste precum Richard Schickel, Molly Haskell și Andrew Sarris.

## Sfârșitul activității de critic
Sfârșitul carierei lui Crowther a fost marcat de reacția sa disprețuitoare cu privire la filmul Bonnie and Clyde (1967), căruia i-a reproșat că promovează o violență senzaționalistă. Recenzia sa a fost negativă:
| “ | Este o piesă ieftină de comedie slapstick nerușinată, care prezintă jafurile hidoase ale acelei perechi stupide și sordide ca și când ar fi fost la fel de distractive și de jucăușe precum comportamentele prostești din epoca jazzului din Thoroughly Modern Millie... O astfel de denaturare pășunistă și ridicolă a acestui gen de aventurieri și a modului în care oamenii trăiau în sud-vestul prăfuit în acei ani sterili ar fi putut trece ca o comedie cu scop pur comercial, nimic mai mult, dacă filmul nu era înroșit cu urme de violență dintre cele mai hidoase... Această combinare a farsei cu uciderile brutale este atât inutilă, cât și lipsită de gust, din moment ce nu face niciun comentariu valid asupra adevărului deja denaturat. Și lasă un critic uimit să se întrebe ce scop urmăresc dl Penn și dl Beatty cu această tâmpenie sentimentală și învechită. | ” |

Și alți critici, în afară de Crowther, au scris recenzii dure la adresa filmului. John Simon, criticul revistei New York, deși a lăudat execuția tehnică a filmului, a afirmat cu severitate: „Lăturile sunt lături, chiar și servite cu un polonic de argint”. Distribuitorul său a scos filmul din circulație. Cu toate acestea, consensul critic cu privire la Bonnie și Clyde s-a inversat, după cum o dovedesc cele două reevaluări critice publicate în revistele Time și Newsweek. Joe Morgenstern a scris recenzii în două numere consecutive ale revistei Newsweek, retractând în a doua recenzie ceea ce afirmase în prima și cerându-și scuze pentru prima recenzie. La sfârșitul anului 1967 revista Time l-a angajat pe Stefan Kanfer în postul de critic de film; prima sa sarcină a fost respingerea ostentativă a recenziei negative publicate anterior în paginile revistei. O cronică entuziastă publicată de Pauline Kael în The New Yorker a avut, de asemenea, un rol important la schimbarea consensului critic.
Cu toate acestea, chiar și în urma acestei inversări a consensului, Bosley Crowther a rămas unul dintre cei mai perseverenți critici ai filmului. El a scris apoi trei recenzii negative și a nimicit periodic filmul în recenziile altor filme și în răspunsul public adresat cititorilor nemulțumiți ai ziarului. La începutul anului 1968 conducerea ziarului The New York Times a decis înlocuirea lui Crowther din postul de critic principal de film, iar unii observatori au speculat că atacurile sale persistente la adresa filmului Bonnie și Clyde au dovedit că el pierduse legătura cu cinematografia contemporană și au contribuit în mare măsură la îndepărtarea sa. După ce a părăsit ziarul Times, Crowther a lucrat pe post de consultant al studiourilor Columbia Pictures.
Crowther a scris The Lion's Share: The Story of an Entertainment Empire (1957), prima monografie istorică a companiei Metro-Goldwyn-Mayer, și Hollywood Rajah: The Life and Times of Louis B. Mayer (1960), o biografie a lui Louis B. Mayer, cofondatorul și directorul studiourilor MGM.

## Moartea
Bosley Crowther a murit pe 7 martie 1981 la Spitalul Northern Westchester din Mount Kisco, New York din cauza unor probleme cardiace. Avea vârsta de 75 de ani. I-au supraviețuit soția Florence, care a murit în 1984, sora Nancy Crowther Kappes, trei fii (F. Bosley, John și Jefferson) și patru nepoți.